# Aldo Andreotti
Aldo Andreotti (Firenze, 15 marzo 1924 – Pisa, 21 febbraio 1980) è stato un matematico italiano, tra i più influenti della sua generazione.

## Biografia
Iniziò gli studi universitari di matematica nel 1942 presso la Scuola Normale Superiore di Pisa. Nel 1943, per proseguire i suoi studi, si rifugiò in Svizzera dove ebbe come professori Beno Eckmann e Georges de Rham. Tornato a Pisa, vi conseguì la laurea in matematica nel 1947.
Nel 1951 divenne professore di Geometria presso l'Università di Torino. Il 24 marzo 1954 divenne socio dell'Accademia delle scienze di Torino.
Nel 1956 venne trasferito presso l'Università di Pisa. Nei 20 anni successivi alternò periodi d'insegnamento a Pisa con altri all'estero. Gli fu conferita la laurea honoris causa dall'Università di Nizza e, nel 1971, ottenne il Premio Feltrinelli. Divenne socio corrispondente nel 1968 dell'Accademia Nazionale dei Lincei e socio nazionale nel 1979.
È sepolto nella chiesa di San Francesco a Pisa.

## Le sue ricerche
Si concentrò soprattutto su tre settori della matematica: Analisi, Geometria algebrica e Geometria complessa, Equazioni alle derivate parziali.
Dimostrò la dualità tra le varietà di Picard e le varietà di Albanese di una superficie algebrica, il teorema di Ruggiero Torelli, i teoremi di Lefschetz sulle sezioni iperpiane. Inoltre ottenne la classificazione delle superfici contenute in una varietà abeliana.